# Ipfbach
Der Ipfbach ist ein rund 25 km langer rechter Zufluss der Donau bei Linz in Oberösterreich.

## Verlauf
Der Ipfbach verläuft inmitten der östlichen Traun-Enns-Platte, dem voralpinen Riedelland des Traunviertels.
Er entspringt nominell in einer flachen Mulde nördlich von Matzelsdorf im Gemeindegebiet von Schiedlberg, nordwestlich von Steyr, auf 368 m ü. A. Sein Graben zieht sich aber noch knapp 7 km weiter südlich, bis Sierning und den Hametwald.
Der Ipfbach fließt zunächst in nördlicher Richtung durch Wiesen und Äcker. Er passiert die Orte Weichstetten (Gemeinde St. Marien) und Niederneukirchen, wendet sich dann nach Nordosten und nimmt den St  Marienbach von links und den Grünbrunner Bach von rechts auf. Der Bach fließt anschließend durch St. Florian und Asten, wo er in das Linzer Feld eintritt.
Bei Asten zweigt der Alte Ipfbach ab, der an Ipfdorf vorbei Richtung Raffelstetten rinnt, dann die Kläranlage passiert und beim Ausee in das Mitterwasser mündet, einem Altarm der Donau. Der östliche Lauf wird Neuer Ipfbach genannt, er vereinigt sich dann nördlich von Asten mit dem Mitterwasser, und mündet in einem Augebiet bei Kronau schon nördlich von Lorch auf 240 m ü. A. in die Donau. Über zweiteren Lauf wird ein Großteil des Wassers abgeleitet, er ist kanalisiert und mit einigen Absturzbauten versehen. Der alte mäandernde Verlauf hat sich in der Gemeindegrenze Asten–Enns zwischen Westbahn und Donauradweg erhalten. Zum alten Ipfbach entwässert der Mündungsgaben des Tagerbachs.
Im gesamten Verlauf weist der Ipfbach nur ein geringes Gefälle auf.

## Name
Der Ipfbach wird bereits im 8. Jahrhundert erwähnt. Der Name Ipfa bzw. Ippha kommt wohl von Epia zu keltisch epos ‚Pferd‘, bedeutet also so viel wie ‚Rossbach‘. Darauf wird auch mit einem aus einem Wellenbalken wachsenden Ross im Gemeindewappen von Schiedlberg verwiesen.
Den Namen teilte er sich ursprünglich mit dem Kristeinbach östlich, ca. 719 ist “inter duo flumina que vocantur Ipphas” (deutsch: „zwischen zwei Flüssen die Ipf heissen“) urkundlich. Für 777 findet sich in der Gründungsurkunde des Stiftes Kremsmünster “inter utrasque Ipfas” in selber Bedeutung.

## Hydrologie

### Einzugsgebiet
Der Ipfbach entwässert zusammen mit dem Kristeinbach das östliche Traun-Enns-Riedelland zwischen dem umfangreichen Gebiet der Traun (hier Krems und Alm) und der Enns.
Das Einzugsgebiet des Ipfbachs beträgt bis zur Querung der Bundesstraße 1, rund 1 km oberhalb des Zusammenflusses mit dem Mitterwasser, etwa 93 km² und weist eine Höhenerstreckung von rund 170 m auf. Dazu kommt das Einzugsgebiet des Mitterwassers selbst, das sich in den Traun-Donau-Auen westwärts bis vor Ebelsberg zieht, und auch Pichlinger See und Großen Weikerlsee umfasst.
Wie bei den anderen Gewässern der Traun-Enns-Platte besteht ein starker Austausch mit dem Grundwasser, dessen Verlauf von den geologischen Verhältnissen bestimmt wird, die nicht mit den Geländeformen der Oberfläche übereinstimmen. Dadurch weicht das hydrologisch wirksame Einzugsgebiet von dem an der Oberfläche bestimmten ab.
Am Südende des Hametwalds bei Sierning befindet sich der Wasserscheiden-Tripelpunkt mit den Einzugsgebieten der Traun und der Enns (westlich: Seilerbach zur Traun bei Nestlbach; östlich: Sierninger Bach/Goldenbach zur Steyr). Ipfbach und Kristeinbach entwässern also das Traunviertel zwischen den beiden weitaus umfangreicheren Einzugsgebieten der Alpenflüsse Traun und Enns.

### Wasserführung
Der mittlere Abfluss am Pegel St. Florian beträgt 0,91 m³/s, was einer relativ geringen Abflussspende von 10,6 l/s·km² entspricht. Der Ipfbach weist ein winterpluviales Abflussregime auf, wie es typisch für Donauzubringer der Gegend ist. Der höchste Abfluss erfolgt zum Ende des Winters, dann nimmt er allmählich bis zum Spätherbst ab, um über den Winter wieder anzusteigen. Die Schwankungen sind allerdings relativ gering, das Monatsmittel des abflussreichsten Monats Februar ist mit 1,18 m³/s nicht einmal doppelt so hoch wie das des abflussärmsten Monats Oktober mit 0,71 m³/s. Das dreißigjährliche Hochwasser HQ30 beträgt 43 m³/s.

### Zuflüsse
Der wichtigste Zubringer ist der 15,5 km lange St. Marienbach, der zwischen Niederneukirchen und St. Florian von links einmündet. Er ist bei der Mündung 3 km länger als der Ipfbach, entwässert ein größeres Einzugsgebiet (40,5 gegenüber 26,1 km²) und hat den höheren mittleren Abfluss (geschätzt 630 gegenüber 470 l/s). Der zweite größere Zubringer ist der 6,5 km lange Grünbrunner Bach oder Thalbach, der rund 2 km unterhalb des St. Marienbachs von rechts einmündet und mit einem mittleren Abfluss von rund 135 l/s ein Einzugsgebiet von 10,5 km² entwässert.

### Historische Mündung
Noch im 18. Jahrhundert mündete der Bach zwischen Ipfdorf und dem heute abgekommenen Ort Fisching in den Donau-Nebenwasserzug Mitterwasser – Kühwampe (heutiger Kronaubach) – Enghager Wasser (heute verlandet). Die Donau mäanderte seinerzeit von Ifpdorf und Fisching an Schloss Spielberg vorbei (dieses rechtsufrig) hinüber nach Langenstein und Mauthausen. Der gemeinsame Name von Ipf- und Kristeinbach im Hochmittelalter und der alte Salzhafen Enghagen lässt einen früheren direkteren Zusammenfluss hier im Raum vermuten.

## Ökologie
Im Oberlauf verläuft der Bach als naturfernes, begradigtes Gerinne ohne Ufergehölze durch intensiv genutztes Ackerland. Der Verlauf wird jedoch zunehmend natürlicher und weist Windungen, ein gut strukturiertes Uferbegleitgehölz, veränderliche Breite und unterschiedliche Strömungsverhältnisse auf. Das Ufergehölz besteht dabei hauptsächlich aus Eschen, Weiden, Ahorn, Erlen und Hasel.
Ab der Einmündung von St. Marienbach und Grünbrunner Bach ist der Zustand insbesondere in den Siedlungsbereichen wieder naturferner, die Ufer sind gesichert und zumeist ohne Gehölz. Der letzte Abschnitt des Ipfbaches verläuft wiederum relativ naturnah im hauptsächlich aus Weiden bestehenden Auwald. Dort weist er eine weitgehend natürliche Gewässerdynamik mit zahlreichen Schotteranlandungen auf.
Im gesamten Verlauf befinden sich zahlreiche Wasserkraftanlagen (Mühlen, Sägewerke, früher auch Sensenschmieden), die das Gewässerkontinuum unterbrechen. Unterhalb der Einmündung des St. Marienbachs gibt es nur mehr wenige Abschnitte, die nicht durch Rückstau oder Ausleitung beeinflusst sind.
Der Großteil des Einzugsgebietes (in den Gemeinden Schiedlberg, St. Marien, Niederneukirchen und Hofkirchen im Traunkreis über 70 % der Gesamtfläche) wird als Ackerland genutzt, die Viehhaltung ist hingegen weniger intensiv, Wald und Grünland sind kaum vorhanden.

### Fauna
Im Alten Ipfbach findet sich ein relativ geringer Bestand an Fischen, darunter Rutte, Hasel, Aitel, Gründling und Schmerle. Der Neue Ipfbach weist hingegen einen vielfältigen Fischbestand auf. In den flachen Bereichen finden sich Koppe, Gründling, Schmerle und Hasel, in den tieferen Bereichen Aitel, Hasel, Bach- und Regenbogenforelle, Nase, Rutte und einzelne Hechte. Manche Arten wie die Hasel kommen nur zum Laichen aus dem Mitterwasser oder der Donau in den Ipfbach.
In Bereichen mit Ufergehölz im Unterlauf kommt der Biber vor. Dabei handelt es sich um Populationen, die in der Lobau in Wien sowie am unteren Inn angesiedelt wurden und sich über die Donau ausbreiteten.

### Wassergüte
Der Oberlauf des Ipfbaches ist wie der St. Marienbach stark nitratbelastet und wies 2001 Messwerte über 10 mg/l NO3-N auf. Ab der Mündung des St  Marienbachs und insbesondere des deutlich geringer belasteten Thalbaches ist eine deutliche Abnahme der Konzentrationen festzustellen. Das Nitrat gelangt dabei hauptsächlich über das Grundwasser in den Bach. Andere Nährstoffe wie Phosphor konnten durch verbesserte Abwasserreinigung reduziert werden. Eine weitere Belastung sind Pestizideinträge aus der Landwirtschaft. Mit Stand 2001 wies der Ipfbach durchgehend Gewässergüteklasse II, an der Grenze zu II-III, auf.